# Cyrtandra glabrifolia
Cyrtandra glabrifolia är en tvåhjärtbladig växtart som beskrevs av Elmer Drew Merrill. Cyrtandra glabrifolia ingår i släktet Cyrtandra och familjen Gesneriaceae. Inga underarter finns listade i Catalogue of Life.